# التحالف من أجل بحوث الشيخوخة
التحالف من أجل بحوث الشيخوخة (بالإنجليزية: Alliance for Aging Research)‏ هي منظمة غير ربحية يقع مقرها في العاصمة واشنطن. تأسست المنظمة في سنة 1986 على يد دانيال بيري، بهدف تعزيز التكامل في مجال البحوث الطبية التي تتناول الشيخوخة عند الإنسان. يقوم التحالف أيضا بدعم ونشر ما يسمى بالثقافة الصحية بين المستهلكين والمهنيين الصحيين على حد سواء.
يترأس التحالف من أجل بحوث الشيخوخة، مجلس إدارة ومجلس استشاري علمي يسهر على السير العادي لهذه المنظمة التي تتقلد سوزان بيسشين منصب رئيستها التنفيذية.

## السياسات
تشمل مجالات السياسة الرئيسية للتحالف من أجل بحوث الشيخوخة بالدرجة الأولى تمويل البحوث العلمية في مجال الشيخوخة، وتمويل إدارة الغذاء والدواء، أبحاث الخلايا الجذعية، وكذا تطوير وتحسين مجال الرعاية الصحية لكبار السن الأمريكيين.
بالإضافة إلى انخراطه في التوعية الهادفة لزيادة الوعي بهذه الأمراض والظروف، مثل تخلخل العظام، مرض الزهايمر والسكري التي تهدد بصفة خاصة كبار السن.

### التحالفات
يضم التحالف عددا من الائتلافات واللجان، التي تشمل: أصدقاء المعهد الوطني للشيخوخة،  التحالف من أجل إدارة الأغذية والعقاقير،  التحالف من أجل النهوض بالأبحاث الطبية،  الشراكة من أجل مكافحة الأمراض المزمنة  وكذا الائتلاف الوطني المعني بالصحة العقلية والشيخوخة.
مؤتمر البيت الأبيض للشيخوخة:
كان التحالف جزءا من مؤتمر البيت الأبيض الذي
يعقد مرة واحدة على رأس كل عشر سنوات لدراسة الأمور المتعلقة بالشيخوخة، ومساعدة الرئيس والكونغرس علي اتخاذ قرارات تجعل من  البحوث التي تتناول موضوع الشيخوخة اولوية وطنية.

## الأحداث
في كل عام، ينظم التحالف حفل العشاء في الكونغرس الاحتفال بالإنجازات الأخيرة، وتسليط الضوء على الكيفية الصحيحة التي يجب على صانعي السياسات معا العمل بها للنهوض بالبحوث المتعلقة بالشيخوخة.
في سنة 2008 منح التحالف جائزة فلورنسا ماهوني إلى إريك فاطمي، هذه الجائزة التي تكرم الأفراد نظير مساهماتهم  الوازنة في مجال البحث الطبي.

## روابط خارجية
- التحالف من أجل بحوث الشيخوخة  (بالإنجليزية)